# Joel Quenneville
Joel Quenneville (Windsor, 15 settembre 1958) è un allenatore di hockey su ghiaccio ed ex hockeista su ghiaccio canadese.

## Carriera
Durante il draft della NHL nel 1978 è stato scelto come 21 scelta assoluta dai Toronto Maple Leafs.
Ha vinto la Stanley Cup come assistente allenatore con i Colorado Avalanche nel 1996.
Come allenatore dei Chicago Blackhawks ha vinto tre Stanley Cup, nel 2010, 2013 e 2015.
- Wikimedia Commons contiene immagini o altri file su Joel Quenneville